# Michiel Hermans
Michiel Hermans (2 oktober 1986) is een Zeeuws-Vlaamse golfprofessional uit Sint Jansteen. Hij heeft een Nederlandse vader en een Belgische moeder, en zelf beide nationaliteiten. Hij speelt golf voor België.
In Axel begon de zesjarige Michiel golfballen te slaan op de Golfvereniging De Woeste Kop, die toen nog maar negen holes had. Later werden Roger en Carla Hermans en hun zoontje lid van de Ternesse Golf & Country Club in Wommelgem, waar een achttien holesbaan was. 
Toen Michiel twaalf jaar was kwam hij in de Belgische jeugdselectie. Vier jaar later stopte hij met golf, hij vond het geen ontspanning meer, maar inspanning, en had het plezier verloren. Hij maakte zijn school af en ging op een makelaarskantoor werken. Die onderbreking duurde niet lang. Een jaar later ging hij een rondje met zijn ouders spelen, en de vonk sloeg over. Hij begon hard te trainen en kwam al gauw in de nationale top-10.
Samen met Nicolas Colsaerts volgde hij in 2009 zes maanden lang een stage in Brisbane. Ook ging hij twee maanden trainen bij Ben Fouchee in Zuid-Afrika.

## Professional
Zijn eerste prof-toernooi was het Omnium van 2010 waar hij als derde eindigde. Hij ging in Paarl samenwonen met zijn Zuid-Afrikaanse vriendin Leigh Friggens en werd lid van de Paarl Golfclub. Hij speelde toernooien in België en in Zuid-Afrika en eindigde vijf keer in de top-10. Bij het Boschenmeer Open Championship verloor hij de play-off.
In 2011 speelde hij ook op de EPD Tour, maar had daar weinig succes. Eind 2011 probeerde hij zich via de Tourschool in Bogogno te kwalificeren voor de Europese PGA Tour of de Europese Challenge Tour. Dat lukte niet, hij speelde dat jaar op de Sunshine Tour. 
In 2012 ging hij weer naar de Tourschool.